# Рісто Рюті
Рісто Гейккі Рюті (фін. Risto Heikki Ryti; 3 лютого 1889, Гуйттінен — 25 жовтня 1956, Гельсінкі) — фінський державний та політичний діяч, 5-й Президент Фінляндії (1940—1944); прем'єр-міністр Фінляндії (1939—1940). Очолював фінську державу під час війни з СРСР. Рюті розпочав свою кар'єру як політик займаючись економікою у міжвоєнний період. Мав широкий спектр міжнародних контактів у банківських колах та в рамках Ліги Націй.

## Біографія
Рісто Рюті народився в місті Гуйттінен, провінція Сатакунта, та був одним із семи синів. Його батьками були Каарле Еверт Рюті, фермер, та Іда Вівіка Джунтіла. Хоча він походив із селянської родини, Рюті не сильно цікавився господарством, проте багато читав та був академічно схильним хлопчиком. Здобув початкову освіту у гімназії в місту Порі, а потім навчався вдома, перед тим як вступити до Гельсінського університету в 1906 році де вивчав право. Рюті був єдиним із семи синів,  що склав вступний іспит в університет; однак його три сестри також навчались в університеті.

## Особисте життя
Був одружений з Гердою Рюті.
- Turtola, Martti (1994). Risto Ryti: A Life for the Fatherland. Risto Ryti: Elämä isänmaan puolesta. Helsinki: Otava.
- Turtola, Martti (2000). Risto Ryti. У Marjomaa, Ulpu (ред.). 100 faces from Finland. Finnish Literature Society. ISBN 951-746-215-8.
- Virkkunen, Sakari (1994). The Finnish Presidents II: Kallio - Ryti - Mannerheim / Suomen presidentit II: Kallio - Ryti - Mannerheim. Helsinki: Otava.